# Manu Dibango
Emmanuel N'Djoké „Manu” Dibango (n. 12 decembrie 1933, Douala, Camerunul Francez⁠(d) – d. 24 martie 2020, Melun, Île-de-France, Franța) a fost un muzician și compozitor camerunez care cânta la saxofon și vibrafon. A dezvoltat un stil muzical fuzionând jazz, funk și muzica tradițională din Camerun. Tatăl său era membru al grupului etnic Yabassi, în timp ce mama lui era Duala. A fost cunoscut mai ales pentru single-ul său din 1972, „Soul Makossa”. A murit din cauza COVID-19 la 24 martie 2020.